# 星野修一
星野 修一（ほしの しゅういち）は、日本の構造家。星野建築構造設計研究所代表。早稲田大学芸術学校建築科・建築設計科教員。株式会社村井敬合同設計 Murai+Partners技術顧問（構造設計）
早稲田大学理工学部建築学科卒業。早稲田大学大学院 理工学研究科 建設工学修士課程 修了。松井源吾に師事。
代表作には、羽根木の森 アネックス、PAM(紙の資料館)、写真家のシャッターハウス など、多数。